# BNK48
BNK48 – tajska grupa idolek stworzona przez Yasushiego Akimoto. Jest to trzecia siostrzana zagraniczna grupa AKB48 (po JKT48 i SNH48).
Po pierwszym przesłuchaniu w połowie 2016 roku, pierwsza generacja grupy została ogłoszona na początku roku 2017. Zespół oficjalnie zadebiutował 2 czerwca 2017 roku, a debiutancki singel ukazał się 8 sierpnia 2017 roku. 2 czerwca 2019 roku zespół zapowiedział utworzenie własnej siostrzanej grupy – CGM48 z siedzibą w Chiang Mai – jest to pierwsza krajowa siostrzana grupa zagranicznego zespołu z AKB48 Group.

## Członkinie
Z dniem 19 kwietnia 2018 grupa składała się z 26 członkiń podzielonych na kilka zespołów: Team BIII z 22 członkami. Członkinie Kenkyūsei (jap. 研究生; ang. understudy member) są osobną grupą dziewczyn, które nie zostały awansowane do oficjalnych zespołów (3 członkinie).
Zespoły: Team BIII, Kenkyūsei.

## Historia

### 2016: przesłuchania
26 marca 2016 roku ogłoszono plan utworzenia zespołów BNK48, MNL48 i TPE48.
Pierwszy etap przesłuchań do BNK48 trwał od 29 lipca do 31 sierpnia 2016 roku, wzięło w nim udział łącznie 1357 kandydatek, spośród których 330 zostało wybranych 5 września. Pierwsze wybory członkiń pierwszej generacji odbyły się później w dniach 17 i 18 września 2016 roku. 23 września ogłoszono, że w finałowym przesłuchaniu weźmie udział 80 kandydatek. Jednak w związku ze śmiercią króla Bhumibola Adulyadeja 13 października finał przesłuchań został przełożony na 18 grudnia.

### Od 2017: Debiut
12 lutego 2017 roku oficjalnie ogłoszono pierwszą generację grupy, w której skład weszło 29 dziewcząt. Po raz pierwszy wystąpiły na scenie tego samego dnia na pokazie AKB48 podczas 12. Japan Festa w Bangkoku. 13 kwietnia ujawniono, że członkini AKB48 Team 4, Rina Izuta, zostanie przeniesiona do BNK48 29 czerwca 2017 roku
8 sierpnia 2017 roku ukazał się debiutancki singel zespołu – Aitakatta (Yak Cha Dai Phop Thoe) i był dostępny w sprzedaży tylko przez ograniczony czas, podczas którego sprzedał się w liczbie 13 500 kopii. Oficjalny teledysk do piosenki tytułowej ukazał się na oficjalnym koncie grupy na YouTube 28 listopada, została użyta w filmie Shoot! I Love You (taj. ปิ้ว! ยิงปิ๊งเธอ).
Grupa, reprezentując Japonię, wystąpiła u boku piosenkarza Palitchoke Ayanaputra i południowokoreańskiego boysbandu iKON na koncercie 2017: 411 Fandom Party in Bangkok, odbywającym się w Siam Paragon 30 sierpnia, podczas którego miał swoją premierę utwór Koisuru Fortune Cookie (Khukki Siangthai).
31 sierpnia ogłoszono, że z powodu naruszenia nieujawnionej zasady, Jan, Kaew, Orn i Nam-Nueng – najstarsze członkinie grupy, które miały wystąpić na Japan Expo in Thailand 2017 1 i 3 września, zostały zastąpione przez Jane, Mobile, Pupe i Rinę Izuta. Spekulowano, że czwórka została ukarana za wagarowanie. Podczas Japan Expo grupa zaprezentowała Koisuru Fortune Cookie (Khukki Siangthai) wraz z zespołem World Order podczas ceremonii otwarcia, a także piosenkę BNK48 (Bangkok48), który przedstawia miejsca turystyczne i jedzenie Bangkoku,
Grupa zorganizowała swój pierwszy oficjalny koncert, BNK48 We Love You, 23 września w The EmQuartier w Bangkoku, aby uczcić ukończenie członkostwa Kidcat. Podczas imprezy ogłoszono wydanie piosenki Khukki Siangthai jako drugiego singla grupy. Teledysk do piosenki miał premierę na koncercie BNK48 Mini Live and Handshake, który odbył się 18 listopada w galerii J.J Mall w Bangkoku.
24 grudnia pierwszy z zespołów grupy, Team BIII, został ogłoszony na spotkaniu z fanami BNK48 We Wish You, które odbyło się w Siam Square One w Bangkoku. Podczas tego samego wydarzenia ujawniono również, że przesłuchanie kandydatek do drugiej generacji grupy rozpocznie się 25 grudnia 2017 roku. Pierwsze przedstawienie teatralne grupy odbyło się w maju 2018 roku, trzeci singel Shonichi ukazał się 7 maja 2018 roku.
Pierwsze koncerty zespołu, pt. Starto, odbyły się 31 marca i 1 kwietnia w BITECT. Pierwszy album, zatytułowany River, ukazał się 4 sierpnia 2018 roku.

## Zarządzanie
Grupa jest zarządzana przez specjalnie utworzoną w tym celu firmę BNK48 Office, której Rose Media and Entertainment jest właścicielem 90% udziałów, a firma AKB48 – AKS – pozostałych akcji.
Firmą kieruje Jirath Pavaravadhana (taj. จิ รัฐ บวร วัฒนะ), którego młodszy brat, Nataphol Pavaravadhana (taj. ณั ฐ พล บวร วัฒนะ), pełni funkcję menadżera grupy.
Każdy członek grupy jest objęty sześcioletnią umową, którą może odnowić.

## Teatr
Teatr zespołu mieści się w Bangkoku. W odróżnieniu od innych zespołów z AKB48 Group, został on nazwany „BNK48 The Campus”, co oznacza, że pełni również funkcję szkoły z internatem dla dziewcząt.
18 listopada 2017 roku ujawniono, że teatr zostanie zlokalizowany na czwartym piętrze The Mall Bang Kapi, zajmując powierzchnię 1000 m². Jest w stanie pomieścić 350 osób, a w jego obrębie znajdują się sklep, kawiarnia i biuro. Planowane otwarcie teatru miało odbyć się w lutym 2018 roku, ale ostatecznie zostało przesunięte na maj. „BNK48 The Campus” został otwarty 12 maja 2018 roku i tego samego dnia odbył się pierwszy występ

## Dyskografia

### Single
- Aitakatta (Yak Cha Dai Phop Thoe) (2017)
- Koisuru Fortune Cookie (Khukki Siangthai) (2017)
- Shonichi (Wan Raek) (2018)
- Kimi wa Melody (Ter Keu... Melody) (2018)
- BNK Festival (2018)
- Beginner (2019)
- 77 din daen saen wiset (77 no suteki na machi e) (2020)
- High Tension (2020)
- Heavy Rotation (2020)

### Albumy
- River (2018)
- Jabaja (2019)
- Warota People (2021)